# Pequeño dodecahemidodecaedro
En la geometría, el pequeño dodecahemidodecaedro es un poliedro uniforme no convexo, indexado como U51. Tiene 18 caras (12 pentágonos y 6 decagramas), 60 aristas y 30 vértices. Su figura de vértice es un cuadrilátero cruzado, el cual alterna dos pentágonos y decágonos regulares. 
Es un hemipoliedro con seis caras decagonales que pasan por el centro del modelo. 

## Poliedros relacionados
Comparte su disposición de borde con el icosidodecaedro (su envolvente convexa, la cual tiene las caras pentagonales en común), y con el pequeño icosihemidodecaedro (el cual tiene las caras decagonales en común). 
| Icosidodecaedro | Pequeño icosihemidodecaedro | Pequeño dodecahemidodecaedro |